# Fromage au lait de vache
Liste de fromages français  au lait de vache.
- Haut – A
- B
- C
- D
- E
- F
- G
- H
- I
- J
- K
- L
- M
- N
- O
- P
- Q
- R
- S
- T
- U
- V
- W
- X
- Y
- Z

## A
- Abondance (Haute-Savoie, France)
- Ädelost (Suède)
- Allgäuer Emmentaler (Allgäu, Bavière, Allemagne)
- Ambrosia (Italie)
- Queso de Ancash (Pérou)
- Appenzeller (Suisse orientale)
- Asiago (Province de Vicence en Vénétie et province autonome du Trentin, Italie)
- Aura (Finlande)
- Auricchio fort (Pieve San Giacomo, province de Crémone, Lombardie, Italie)

## B
- Bagòss ((Bagolino, province de Brescia, Lombardie, Italie)
- Bagnes (Valais, Suisse)
- Beaufort (Savoie et Haute-Savoie, France)
- Bella Lodi (région de Lodi en Italie)
- Berner Alpkäse (Oberland Bernois, Suisse)
- Bethmale (Pyrénées, France)
- Bitto (Valteline, province de Sondrio et de Bergame, Lombardie, Italie)
- Bleu d'Auvergne (Auvergne, France)
- Bleu de Bresse
- Bleu de Gex
- Bleu de Laqueuille
- Bleu de Loudes
- Bleu de Quercy
- Bleu de Sainte-Foy
- Bleu des Causses
- Bleu du Mont-Cenis
- Bleu du Vercors
- Bloderkäse-Sauerkäse AOC (Suisse orientale)
- Bocconcini, (province de Naples, Campanie, Italie)
- Bonrus (Piémont)
- Boulettes d'Avesnes
- Boulette de la Pierre-qui-Vire
- Brie de Fontainebleau
- Brie de Meaux
- Brie de Melun
- Brie de Montereau
- Brie de Nangis
- Brie de Provins
- Brie fermier
- Brillat-savarin
- Brique de Pays
- Burrata (Pouilles, Italie)

## C
- Cabournieu
- Caciocavallo Silano, (Italie du sud)
- Cambozola (Allemagne)
- Camembert au calvados
- Camembert de Normandie
- Camembert fermier
- Cancoillotte ou Cancoyotte
- Cantal Entre-deux
- Cantal Jeune
- Carré de l'Est
- Carré du Poitou
- Casciotta d'Urbino (province de Pesaro et d'Urbino, Marches, Italie)
- Castelmagno, (province de Coni, Piémont, Italie)
- Chambérat fermier
- Chandamour
- Chaource
- Charolais
- Chaux d'Abel (Jura bernois, Suisse)
- Comté
- Coulommiers
- Curé nantais

## D
- Délice de Bourgogne
- Dolcelatte (Italie)

## E
- Edam (Pays-Bas)
- Emmental de Savoie
- Emmental Grand Cru
- Emmentaler AOC (Berne, Suisse)
- Époisses
- L'Etivaz (Alpes vaudoises, Suisse)

## F
- Feuille de Dreux
- Flamengos, Portugal
- Fontal (Vallée d'Aoste, Italie)
- Fontine, Vallée d'Aoste
- Fourme d'Ambert
- Fourme de Montbrison
- Fricâlin (Fribourg, Suisse)
- Fromage aux artisons (Velay)
- Fromage aux noix
- Formaggio d'alpe ticinese (Tessin, Suisse)
- Fourme de cantal
- Fourme de laguiole (Aveyron)
- Fourme de salers (Cantal)
- Fromadzo (Vallée d'Aoste, Italie)

## G
- Gammelost (Norvège)
- Gaperon
- Golka (Pologne)
- Gouda (Pays-Bas)
- Gournay affiné
- Gournay frais
- Gorgonzola (Piémont et Lombardie, Italie)
- Grana Padano (Parme, Piémont et Lombardie, Italie)
- Grand Montagnard
- Grand Tomachon
- Gratte Paille
- Grevé (Suède)
- Gros-de-vaud (Vaud, Suisse)
- Gruyère français
- Gruyère AOC (Suisse)

## H
- Havarti (Danemark)
- Herrgårdsost (Suède)
- Herve (Belgique)

## J
- Jarlsberg (Norvège)
- Jura (Franches-Montagnes, Neuchâtel, Suisse)

## K
- Kidiboo (France)
- Korbáčik (Slovaquie)

## L
- Laguiole
- Langres fermier
- Leipäjuusto (Finlande)
- Leerdam (Pays-Bas)
- Livarot

## M
- Maasdam (Pays-Bas)
- Maroilles
- Maroilles Lesire
- Mascarpone (Piémont et Lombardie, Italie)
- Mimolette
- Mimolette vieille
- Montasio (Frioul-Vénétie Julienne et Vénétie, Italie)
- Mont d'Or
- Morbier
- Moulis vache
- Moulis vache tommette
- Mozzarella (Campanie, Pouilles, Basilicate et dans le sud du Latium, Italie)
- Munster
- Munster Géromé
- Murol du Grand Bérioux
- Murolait
- Neufchâtel
- Mottin charentais

## O
- Oka

## P
- Panir
- Parmesan, Parmiggiano en italien
- Pavé d'Auge
- Petit Montagnard
- Pied-De-Vent
- Pont-l'évêque
- Provologne piquante
- Pyrénées vache
- Port salut

## R
- Raclette du Valais AOP (Valais, Suisse)
- Ramequin du Bugey
- Reblochon (laitier ou fermier)
- Rochebarron
- Rollot
- Royalp (Thurgovie, Suisse)

## S
- Saint-félicien
- Saint-marcellin
- Saint-nectaire
- Saint-paulin
- Salers
- Sào Jorge, Portuga
- Sbrinz (Suisse orientale)
- Schabziger (Glaris, Suisse)
- Sérac (Suisse)
- Soumaintrain

## T
- Tête de Moine
- Tilsit (Suisse orientale)
- Tome des Bauges
- Tome fraîche
- Tomme du Jura
- Tomme noire des Pyrénées
- Tomme de Savoie
- Tomme vaudoise (Vaud, Suisse)
- Torta Mascarpone
- Tybo (Danemark)

## V
- Vacherin Mont d'Or (Jura)
- Vacherin fribourgeois (Fribourg, Suisse)
- Vorarlberger Bergkäse (Voralberg, Autriche)
- Vercorais (massif du Vercors, France)